# Glorious (singolo Foxes)
Glorious è un singolo della cantante britannica Foxes, pubblicato l'8 agosto 2014 come quinto estratto dall'album omonimo.

## Tracce
Download digitale – 1ª versione
1. Glorious (Radio Edit) – 3:39

Download digitale – 2ª versione
1. Glorious (Mike Mago Remix) – 6:05
2. Glorious (Everything Everything Remix) – 4:15
3. Glorious (Great Good Fine OK Remix) – 5:18
4. Glorious (Zoo Station Remix) – 5:18